# Лайба, Анатолий Андреевич
Анатолий Андреевич Лайба (19 декабря 1954, с. Конгаз, Молдавская ССР, СССР — 28 мая 2016, Санкт-Петербург, Россия) — полярный геолог, участник антарктических экспедиций, а также экспедиций в Арктику и Атлантику. Начальник геологического отдела и главный геолог Полярной морской геологической экспедиции.
Участник международных симпозиумов и отечественных совещаний по антарктической тематике. Кандидат геолого-минералогических наук. Автор научных публикаций, научно-популярных произведений, стихов и рассказов.

## Биография
Анатолий Андреевич Лайба родился 19 декабря 1954 года в селе Конгаз Молдавской ССР. Детство и юность прошли в основном в Пятигорске, где в 1971 году он окончил среднюю школу. Учился в Новочеркасском геологоразведочном техникуме. Служил в Советской армии. Затем поступил на геологический факультет Ленинградского государственного университета им. А. А. Жданова. Студентом работал в экспедициях на Кольском полуострове и Новой Земле. Преддипломную практику проходил на Камчатке. В 1981 году окончил университет с отличием.
По распределению попал в отдел твёрдых полезных ископаемых института ВНИИОкеангеология, где и трудился до 1984 года. Выезжал с полевыми работами в районы Крайнего Севера: на Таймыр и Новосибирские острова.
В 1984 г. перевёлся в Антарктическую партию Полярной морской геологоразведочной экспедиции (ФГУНПП «ПМГРЭ»). В ПМГРЭ занимал разные должности: инженер-геолог, начальник отряда, начальник отдела, главный геолог.
С 1984 года по 2004 год работал в Антарктиде: участник 30-й, 32-й, 33-й, 34-й, 36-й, 39-й, 43-й, 45-й, 47-й и 49-й антарктических экспедиций. Выполнял геологические исследования в труднодоступных горных районах Земли Мак-Робертсона, Земли Принцессы Елизаветы и Земли Королевы Мод.
Для работы в горах прошёл альпинистскую подготовку на Памире (Таджикистан) в 1986 году.
При его непосредственном участии были оценены прогнозные запасы углей Биверского угленосного бассейна, уточнены и расширены перспективы региона гор Принс-Чарльз на алмазы, уран, золото, олово, вольфрам и другие полезные ископаемые. Подготовил к самостоятельной работе в Антарктиде несколько молодых геологов.
В 2000 году защитил кандидатскую диссертацию по теме «Строение протерозойского вулкано-плутонического комплекса центральной части гор Принс-Чарльз, Восточная Антарктида» (специальность — общая и региональная геология).
В июне 2002 года находился на борту немецкого исследовательского судна «Магдалена Олдендорф», попавшего в ледовый плен у берегов Антарктиды. Через месяц 79 полярников были сняты с дрейфующего судна вертолётами «Супер-Пума», доставленными южноафриканским судном «Агалас».
В 2006 году работал на архипелаге Шпицберген.
В 2007 году, в рамках 4-го Международного полярного года, принимал участие в экспедиции на научно-экспедиционном судне «Академик Фёдоров» к Северному полюсу и на острова архипелагов Земля Франца-Иосифа и Северная Земля. Цель экспедиции «Арктика-2007» — доказать, что Хребет Ломоносова (25 % мировых запасов углеводородов) является продолжением Сибирской континентальной платформы.
С 2005 года неоднократно участвовал в морских рейсах в Центральную Атлантику на научно-исследовательском судне «Профессор Логачёв» по проблеме изучения глубоководных сульфидных руд.
С 2004 по 2015 год занимался административной работой. В качестве начальника геологического отдела и главного геолога Полярной экспедиции курировал основные направления научно-производственной деятельности в Арктике, Антарктике и Мировом океане.
Участвовал в работе международных симпозиумов: Сиена, Италия (1995); Потсдам, Германия (2003); Варшава, Польша (2004); Лиллехаммер, Норвегия (2008); Циндао, Китай (2009). Принимал участие в VI Всероссийском Съезде геологов в Москве (2008), а также в других отечественных совещаниях и конференциях по вопросам изучения Антарктики и Атлантики.
А. А. Лайба являлся автором и ответственным исполнителем ряда производственных и тематических отчётов, автором и редактором многих карт геологического содержания. Им опубликовано в соавторстве около 80-ти научных статей и докладов, в том числе англоязычная монография «Geology of the Prince Charles Mountains, Antarctica», изданная Геологической службой Австралии в 2001 году.

## Популяризаторская деятельность

### А. А. Лайба — автор научно-популярных очерков и книг по истории изучения полярных областей.
- В фундаментальном труде «Восхождение к Антарктиде» (2012) он, опираясь на воспоминания очевидцев и используя архивные материалы, рассказывает о героическом опыте участников 1 и 2 антарктических экспедиций 1955—1958 гг. Повествование сопровождается редкими фотографиями тех лет. В книге 650 страниц.
- Книга «Квадратура Полярного круга» (2015) — смесь баек, рассказов, анекдотов, взятых из жизни полярников. Книга не только весёлая, но и познавательная[13]. В книге 450 страниц.
- «Золотой век НИИГА» (2016) — последняя книга автора. В ней даны яркие литературные портреты выдающихся исследователей Арктики, которые в 1940—1980-е годы открыли основные месторождения золота, алмазов, металлов, нефти и газа нашей страны. В книге 270 страниц.
- «В гостях у Королевы Мод» (2002) — художественный дневник участника 33-й экспедиции, из которого мы узнаём о тяжёлой работе полярников, их неприхотливом быте, о взаимоотношениях людей, о любви к далёкому дому[14].
- «Путешествие в Камчатую Землю в лето 7488» (2013) — повествование о студенческой практике на Камчатке, о красоте этого края, о дружбе и любви.
- «На земле Семёна Челюскина» (2013) — весёлая новелла о работе начинающего геолога и курьёзах, которые с ним случались.
- Являлся соавтором, составителем и редактором сборника стихов сотрудников ПМГРЭ «Из дальних странствий» и фотоальбома «От полярных широт до океанских глубин», изданных в 2012 г. к 50-летнему юбилею ПМГРЭ.
- Помещал свои произведения в альманахах Российского геологического общества «Геология — жизнь моя»: вып. 7 (2002), вып. 14 (2009), а также в книге «Полярники пишут сами» (2002), изданной ПМГРЭ.
- В Альманахе Дома геолога «За дарами Нептуна» (2009) помещён рассказ «Ледовитое слово».

### А. А. Лайба — лектор и экскурсовод
- Принимал участие в Программе «Беседка» телеканала «Санкт-Петербург», вып. 22.01.2015 года. Тема передачи «Полярная морская геологоразведочная экспедиция». Гости студии: главный геолог ПМГРЭ Анатолий Лайба и начальник Океанской партии Виктор Иванов.
- С 1990 г. по 2007 г. многократно выступал перед учениками физико-математического лицея № 486 СПб на заседаниях исторического клуба «Сокол» с лекциями и презентациями по истории изучении Арктики и Антарктики.
- На встречах с жителями г. Ломоносова рассказывал о работе Полярной экспедиции в высоких широтах, за что получал благодарственные письма.
- Неоднократно проводил экскурсии по музею ПМГРЭ для школьников близлежащих школ.
- В 2012 году читал лекцию «Научные и военные аспекты в изучении Арктики» на борту ледокола «Красин».

## Звания и награды

### Звания
- Почётный разведчик недр РФ (2012)[15]
- Ветеран труда (2007)[16]

### Награды
- Медаль ордена «За заслуги перед Отечеством» 2 степени (2007)[17]
- Нагрудный знак «50 лет Дня геолога» (2016)[18]
- Медаль им. А. В. Сидоренко «За пропаганду профессии геолога» (2019)

## Научные труды
- Алексашин Н. Д., Лайба А. А., 1981.

Геология и рудопроявления цветных металлов южной части архипелага Новой Земли. Тезисы докладов Межреспубликанской студенческой научной конференции «Проблемы комплексного освоения недр», часть I; Пермь, с. 47-48.
- Лайба А. А., Андроников А. В., Егоров Л. С., Фёдоров Л. В., 1987.

Штокообразные и дайковые тела щелочно-ультраосновного состава в оазисе Джетти (горы Принс-Чарльз, Восточная Антарктида). — Сб. «Геолого-геофизические исследования в Антарктике», Ленинград, «Севморгеология», 35-47 с.
- Лайба А. А., Красников Н. Н., Алексашин Н. Д., Острой А. С., 1989.

Геологические исследования северной части гор Принс-Чарльз (Восточная Антарктида) в 32 САЭ.- Информ. бюлл. САЭ, вып. 111, Л., Гидрометеоиздат, 21-26 с.
- Лайба А. А., Траубе В. В., Алексашин Н. Д., Шулятин О. Г., Пейх Х. Ю., 1990.

Рекогносцировочные геологические исследования в западной части Земли Королевы Мод. — Информ. бюлл. САЭ, вып. 113, Л., Гидрометеоиздат, с. 16-23.
- Михальский Е. В., Лайба А. А., 1990.

Дайки основных пород субщелочного ряда в оазисе Джетти. Антарктика, вып. 29, М., Недра, с. 16-23.
- Paeh H.J., Laiba A.A., Shulyatin O.G., 1990

Geological History of Western Queen Maud Land. In; Geodatische und Veroffentlichungen, Reihe I, Berlin, 15, p. 107—117.
- Paech H.J., Laiba A.A., Shulyatin O.G., Traube V.V., 1991.

Contribution to the geology of Western Dronning Maud Land: present knowledge, latest results snd unsolved pronblems. Z. Geol. Wiss., Berlin, 19 (2), pp. 127—143.
- Алексашин Н. Д., Лайба А. А., 1993.

Стратиграфия и литолого-фациальные особенности пермских отложений западного берега озера Бивер (горы Принс-Чарльз, Восточная Антарктида). Антарктика, вып. 31, 43-51 с.
- Лайба А. А., Алексашин Н. Д., Мельник А. Ю., 1993.

Перидотиты и серпентиниты северной части гор Принс-Чарльз (Восточная Антарктида), Антарктика, вып. 31, 52-58 с.
- Михальский Е. В., Беляцкий Б. В., Лайба А. А. , Соседко Т. А., Андроников А. В. 1994. Лампроиты массива Рубин (Восточная Антарктика). «Петрология», т.2, N 3, 297—304 с.

- Beliatsky B.V., Laiba A.A., Mikhalsky E.V., 1994.

U-Pb zircon age of metavolcanics from Fisher Massif (Prince Charles Mountains), «Antarctic Science», 6 (3), pp.355-358.
- Мельник А. Ю., Лайба А. А., 1994.

Высохшее озеро в районе горного массива Фишер (горы Принс-Чарльз, Восточная Антарктида). — Информ. бюлл. РАЭ, вып. 118, СПб., Гидрометеоиздат, 21-26 с.
- Лайба А. А., Колобов Д. Д., Пушина З. В., 1995.

Неогеновые ледниково-морские отложения на массиве Фишер (горы Принс-Чарльз, Восточная Антарктида. Антарктика, вып.33, 37-42 с.
- Laiba A.A., Mikhalsky E.V., 1995.

A layered gabbro intrusion from Willing Massif (Prince Charles Mountains, East Antarctica). In: Abstracts of VII-th international symposium on Antarctic Earth sciences, Siena, Italy, p. 233.
- Laiba A.A., Pushina Z.V., 1995.

Glacial-marine deposites in the Fisher Massif, Prince Charles Mountains (East Antarctica). In: Abstracts of VII-th international symposium on Antarctic Earth sciences, Siena, Italy, p. 234.
- Mikhalsky E.V., Laiba A.A., Beliatsky B.V., Sheraton J.W., 1995.

Geochemistry of metamorphosed igneous rocks of Fisher Massif (Prince Charles Mountains) and paleotectonic constraints. In: Abstracts of VII-th international symposium on Antarctic Earth sciences, Siena, Italy, p. 269.
- Mikhalsky E.V., Sheraton J.W., Laiba A.A., Beliatsky B.V., 1996.

Geochemistry and origin of Mesoproterozoic metavolcanic rocks from Fisher Massif, Prince Charles Mountains, East Antarctica. Antarctica Science № 8, London, pp. 85-104.
- Laiba A.A., Pushina Z.V., 1997.

Cenozoic glacial-marine sediments from the Fisher Massif (Prince Charles Mountains). In: The Antarctic Region: Geological Evolution and Processes. Proceedings of VII-th international symposium on Antarctic Earth sciences, Siena, Italy, p. 977—984.
- Михальский Е. В., Лайба А. А., Сурина Н. П., 1998.

Ламбертская провинция щёлочно-ультраосновных пород в Восточной Антарктиде: характеристика вещественного состава и особенности петрогенезиса магматических комплексов. // Петрология, том 6, № 5, с. 512—527.
- Лайба А. А., Михальский Е. В., 1999.

Габброиды массива Уиллинг, Восточная Антарктида: расслоённая интрузия в протерозойском подвижном поясе, геологическое строение и вещественный состав. // Петрология, том 7, № 1, с. 35-57.
- Лайба А. А., Михальский, 1999.

Первые сведения о платиноносности расслоённого плутона Уиллинг (Восточная Антарктида). Известия Академии Наук.
- Mikhalsky E.V., Laiba A.A. , Beliatsky B.V., Stuwe K., 1999.

The geological structure of the central Prince Charles Mountains (East Antarctica), and some implications for mesoproterozoic geodynamics. Strasbourg, Journal of 10 conferense EUG abstracts, vol.4, num. 1, p. 120.
- Mikhalsky E.V., Laiba A.A. , Beliatsky B.V., Stuwe K., 1999.

Geological structure of Mt. Willing (Prince Charles Mountains, East Antarctica), and some implication on metamorphic rock age and origin. Antarctic Scienceсe ?, London, pp. …
- Лайба А. А., Михальский Е. В., 2001.

Мезопротерозойские вулканические и плутонические ассоциации гор Принс-Чарльз (Восточная Антарктида) как индикаторы древних геодинамичесих режимов. Сб. Суперконтиненты в геологическом развитии докембрия (материалы совещания 4-6 июня 2001), Иркутск, с. 128—131.
- Лайба А. А. , Михальский Е. В., 2001.

Мезопротерозойские вулкано-плутонические ассоциации островодужного типа в горах Принс-Чарльз (Восточная Антарктида). Сб. Палеовулканология, вулкано-осадочный литогенез, гидротермальный метаморфизм и рудообразование докембрия (материалы I Всероссийского Палеовулканического симпозиума, 20-25 августа 2001), Петрозаводск, с. 34.
- Лайба А. А. , 2001.

Мезопротерозойский вулканогенно-осадочный комплекс плоскогорья Ричер (Земля Королевы Мод, Восточная Антарктида). Сб. Палеовулканология, вулкано-осадочный литогенез, гидротермальный метаморфизм и рудообразование докембрия (материалы I Всероссийского Палеовулканического симпозиума, 20-25 августа 2001), Петрозаводск, с. 76.
- Mikhalsky E.V., Sheraton J.W., Laiba A.A. , et all, 2001.

Geology of the Prince Charles Mountains, Antarctica. AGSO — Geoscience Australia, Canberra; bulletin 247, pp. 1-210.
- А. А. Лайба , Д. М. Воробьёв, Н. А. Гонжуров, А. Ю. Мельник, 2001.

Субщелочной многофазный плутон массива Коллинс (горы Принс-Чарльз, Восточная Антарктида): результаты новейших исследований. Сб. Полярные области земли: Геология, тектоника, ресурсное значение, природная среда (Рабочие материалы международной конференции 1-3 ноября 2001). СПб, с. 193—194.
- Лайба А.А , Масолов В. Н., Лейченков Г. Л., Михальский Е. В., Голынский А. В., Сергеев М. Б., Попов С. В., 2001.

Основные черты геологического строения региона гор Принс-Чарльз (Восточная Антарктида) по результатам исследований 1970—2000 гг. Сб. Полярные области земли: Геология, тектоника, ресурсное значение, природная среда (Рабочие материалы международной конференции 1-3 ноября 2001). С.-Петербург, с. 194—195.
- Масолов В. Н., Кудрявцев Г. А., Шереметьев А. Н., Попков А. М., Попов С. В., Лайба А. А. , Лукин В. В., Грикуров Г. Э., Лейченков Г. Л., 2001.

Результаты российских геофизических исследований антарктического подледникового озера Восток (Центральная Антарктида). Сб. Полярные области земли: Геология, тектоника, ресурсное значение, природная среда (Рабочие материалы международной конференции 1-3 ноября 2001). С.-Петербург, 2001, с. 200—201.
- Лайба А. А. , Грикуров Г. Э., Лейченков Г. Л., Масолов В. Н., Гусева Ю. Б., Сорокин Ю. В., 2001.

Российские геолого-геофизические исследования в Антарктике. Состояние и перспективы. Сб. Мировой океан: минеральные ресурсы Мирового океана, Арктики и Антарктики, вып. 3, М., 2001, ВИНИТИ, 128—141.
- Лайба А. А. , Беляцкий Б. В., Воробьёв Д. М., Мельник А. Ю., Гонжуров Н. А., 2002.

Субщелочной многофазный плутон массива Коллинс: строение, возраст, формационная принадлежность. Журнал «Разведка и охрана недр», М., Недра, 2002, с. 31-40.
- Лайба А. А. , Воробьёв Д. М., Гонжуров Н. А., Толюнас Ю. В., 2002.

Предварительные результаты геологических исследований оазиса Ширмахера в 47 РАЭ. Тезисы докладов научн. конф. 13-15 ноября 2002 г.: Исследования и охрана окружающей среды Антарктики. СПб, ААНИИ, с. 64-66.
- Грикуров Г. Э., Лейченков Г. Л., Каменев Е. Н., Михальский Е. В., Голынский А. В., Масолов В. Н., Лайба А. А. , 2003.

Тектоническое районирование Антарктики и её минерагения. Арктика и Антарктика, вып. 2 (36), М., Наука, 2003, с. 26-47.
- Belyatsky B.V., Kamenev E.N., Laiba A.A. , Mikhalsky E.V., 2003.

Sm-Nd ages of metamorphosed volcanic and plutonic rocks from Mount Ruker, the southern Prince Charles Mountains, East Antarctica. IX International Symposium on Antarctic Earth Sciences (ISAES IX). Antarctic Contributions to Global Eartn Sciences. September 8-12, 2003 — Potsdam, Germany. Programme and Abstracts, p. 24-25.
- Laiba A.A. , Belyatsky B.V., Vorobiev D.M., Gonzhurov N.A., Melnik A.Yu., 2003.

Subalcaline polyphase pluton of mount Collins, Prince Charles Mountine: the latest studies results. IX International Symposium on Antarctic Earth Sciences (ISAES IX). Antarctic Contributions to Global Eartn Sciences. September 8-12, 2003 — Potsdam, Germany. Programme and Abstracts, p. 195—196.
- Laiba A.A. , Leitchenkov G.L., Masolov V.N., Mikhalsky E.V., Sergeyev M.B., 2003.

Main geological features of the Prince Charles Mountains region by results of Soviet (Russian) geological investigation in the 1970—2000 years. IX International Symposium on Antarctic Earth Sciences (ISAES IX). Antarctic Contributions to Global Eartn Sciences. September 8-12, 2003 — Potsdam, Germany. Programme and Abstracts, p. 196.
- Shulyatin O.G., Laiba A.A. , 2003.

Tourmaline pegmatite in Schirmacher Oasis (East Antarctica). IX International Symposium on Antarctic Earth Sciences (ISAES IX). Antarctic Contributions to Global Eartn Sciences. September 8-12, 2003 — Potsdam, Germany. Programme and Abstracts, p. 299.
- Mikhalsky E.V., Laiba A.A. , Belyatsky B.V., 2006.

Tectonic subdivision of the Prince Charles Mountains: A review of Geologic and Isotopic Data. In: Antarctica, Contributions to Global Earth Sciences — Proceedings of the IX International Symposium of Antarctic Earth Sciences Potsdam, 2003. Springer, 2006, pp. 69-81.
- Лайба А. А. , Гонжуров Н. А., Кудрявцев И. В., 2006.

Геологические строение массива Мередит (горы Принс-Чарльз) по результатам работ 49 РАЭ. Сб. Научные результаты российских геолого-геофизических исследований в Антарктике, вып. 1. СПб, ВНИИОкеангеология, 2006, с. 9-32.
- Лайба А. А. , Кудрявцев И. В., 2006.

Геологические строение восточного борта шельфового ледника Эймери (Земля Принцессы Елизаветы) по результатам работ 49 РАЭ. Сб. Научные результаты российских геолого-геофизических исследований в Антарктике, вып. 1. СПб, ВНИИОкеангеология, 2006, с. 33-53.
- Кудрявцев И. В., Лайба А. А. , Беляцкий Б. В., 2006.

Новая дайка флогопитовых щелочных пикритов на массиве Мередит (горы Принс-Чарльз, Восточная Антарктида). Сб. Научные результаты российских геолого-геофизических исследований в Антарктике, вып. 1. СПб, ВНИИОкеангеология, 2006, с. 54-65.
- Михальский Е. В., Беляцкий Б. В., Лайба А.А ., 2006

Возраст и некоторые черты вещественного состава горных пород массива Мередит (горы Принс-Чарльз) и восточного побережья шельфового ледника Эймери. Сб. Научные результаты российских геолого-геофизических исследований в Антарктике, вып. 1. СПб, ВНИИОкеангеология, 2006, с. 66-93.
- Беляцкий Б. В., Сущёвская Н. М., Лейченков Г. Л., Михальский Е. В., Лайба А. А. , 2006.

Магматизм суперлюма Кару — Мод в районе оазиса Ширмахер (Восточная Антарктида). Доклады РАН, 2006, т. 406, № 4, с. 1-4.
- Воробьёв Д. М., Маслов В. А., Лайба А. А., 2006.

Новые данные о геологическом строении гор Гров (Восточная Антарктида). Программа и тезисы докладов научн. конф. «Россия в Антарктике», 12-14 апреля 2006. СПб, ААНИИ, с. 65-66.
- Масолов В. Н., Лейченков Г. Л., Волнухин Д. М., Грикуров Г. Э., Голынский А. В., Каменев Е. Н., Лайба А. А. , Михальский Е. В., Попов С. В., Хлюпин Н. И., 2006.

Геолого-геофизические исследования в Антарктике: история, основные достижения, перспективы. Программа и тезисы докладов научн. конф. «Россия в Антарктике», 12-14 апреля 2006. СПб, ААНИИ, с. 170—172.
- Laiba A.A. , Beliatsky B.V., Rodionov V.V., 2007.

New findings of alkaline-ultramafic dykes in the Prince Charles Mountains: Age and composition. // U.S. Geological Survey and The National Academies; USGS OF-2007-1047, Extend Abstract 195 (pp. 1-5?).
- Beliatsky B.V., Rodionov V.V., Laiba A.A. , Sergeev S.A., 2008.

Age and composition of carbonatite kimberlte dykes in the Prince Charles Mountains, East Antarctica. // 9th International Kimberlitic Conference. — 9IKS Abstracts, Vol. 1, 9IKS-A-00272, 2008. (на 2-х с.)
- Tebenkov A.M., Sirotkin A.N., Sharin V.V., Lajba A.A. , 2008.

Geological map of Spitsbergen (Svalbard) and adjoining shelf in 1:1 000000 scale. // Abstracts of the 33 th Internationals Congress, Oslo, 6-14 fug. 2008.
- Лайба А. А. , Дымов В. А., 2008.

Предварительные результаты геологических исследований в рейсе «Арктика-2007» на НЭС «Академик Фёдоров». // Экспедиц. исследования в период Межд. Полярн. года 2007/08. Том 1. Экспедиции 2007 г. — СПб, ААНИИ, 2008. С. 26-29.
- Тебеньков А. М., Лайба А. А. , 2008.

Предварительные результаты геологических исследований на Шпицбергене в 2007 г. // Экспедиц. исследования в период Межд. Полярн. года 2007/08. Том 1. Экспедиции 2007 г. — СПб, ААНИИ, 2008. С. 89-93.
- Гусев Е. А., Сколотнев С. Г., Александрова Г. Н., Былинская М. Е., Головина Л. А., Запорожец Н. И., Лайба А. А. и др., 2008.

Первые результаты изучения глубоководных илов с Северного полюса. Доклады РАН, том 421, № 6, — 2008. С. 790—794.
- Гусев Е. А., Лайба А. А., Литвиненко И. В., Дымов В. А. и др., 2008.

Геологические исследования в рейсе НЭС «Академик Фёдоров» в июле — августе 2007 года. // Сб. Экспедиционные исследования ВНИИОкеангеология в 2007 году. — СПб, ВНИИОкеангеология, 2008. — С.31-43.
- Сущёвская Н. М., Беляцкий Б. В., Лейченков Г. Л., Лайба А. А. , 2009

Эволюция глубинного плюма Кару — Мод в Антарктике и его влияние на магматизм ранних стадий раскрытия Индийского океана. // Геохимия, 2009, № 1, с. 3-20.
- Sushchevskaya N.M, Beliatsky B.V., Leychenkov G.L., Laiba A.A. , 2009.

Evolution of the Karoo — Mod Mantle Plum in Antarctica and Its Influence on the magmatism of the Early Stages of Indians Opening. // Geochemistry International, 2009, Vol. 47, No 1, pp. 1-17.
- Гонжуров Н. А., Лайба А. А., 2009.

Гренвильские и панафриканские тектонотермальные события в центральной части гор Принс-Чарльз, Восточная Антарктида. //Геология Полярных областей Земли. Материалы XLII Тектонического совещания. Том 1. — М.: ГЕОС, 2009. С. 147—151.
- Кузнецов А. И., Лайба А. А. , 2009.

Новый взгляд на строение покровного ледника Антарктиды и его взаимодействие с каменным ложем. // Геология Полярных областей Земли. Материалы XLII Тектонического совещания. Том 1. — М.: ГЕОС, 2009. С. 313—317. (всего в сб. 376 с.)
- Лайба А. А., 2009.

Районы возможных российских приоритетов в Антарктике. // Геология Полярных областей Земли. Материалы XLII Тектонического совещания. Том 1. — М.: ГЕОС, 2009. С. 346—351.
- Лейченков Г. Л., Беляцкий Б. В., Лайба А. А. , Михальский Е. В., 2009.

Детритовые цирконы из осадочных пород Восточной Антарктиды как источник информации о геологическом строении подлёдных территорий. //Геология Полярных областей Земли. Материалы XLII Тектонического совещания. Том 1. — М.: ГЕОС, 2009. С. 366—369.
- Кузнецов А. И., Лайба А. А., 2009.

Гигантская водяная подушка под ледником? (О наличии обширного водного бассейна под ледниковом покровом Центральной Антарктиды). // Сб. Научные результаты российских геолого-геофизических исследований в Антарктике, вып. 2. СПб, ФГУП «ВНИИОкеангеология им. И. С. Грамберга», 2009. С. 209—219 (всего 219 с.).
- Бельтенев В. Е., Иванов В. Н., Рождественская И. И., Степанова Т. В., Шилов В. В., Давыдов М. П., Лайба А. А. , Перцев А. Н., Кузнецов В. Ю., Добрецова И. Г., 2009.

Новые данные о строении гидротермальных полей в районе 13º30´. // Геология морей и океанов. Тезисы докладов 18-й Межд. школы морской геологии, том 2. — М., ИОРАН, 2009. С. 133—136.
- Добрецова И. Г., Лайба А. А. , 2009.

Об образовании минерального карбоната в гидротермальных сульфидных рудах САХ. // Геология морей и океанов. Тезисы докладов 18-й Межд. школы морской геологии, том 2. — М., ИОРАН, 2009. С. 155—159.
- Beltenev V.E., Ivanov V.N., Rozhdestvenskaya I.I., Stepanova T.V., Shilov V.V., Davydov M.P., Layba A.A. et oll., 2009.

New Data on Hydrothermal Field at L N, Mar (Sulfide District «Semenov»). // The 1st China — Russia Symposium on Marine Science, 2009. Abstracts, pp. 100—101.
- Лайба А. А., Воробьёв Д. М., Гонжуров Н. А., Михальский Е. В., 2010.

Рифейский вулкано-плутонический комплекс в горах Принс-Чарльз (Восточная Антарктида): геологическое строение и геодинамическая обстановка формирования. // Труды 3-го МПГ, том 4: Строение и история развития литосферы. — М., Paulsen, 2010. С. 49-65. (всего 640 с.).
- Петров О. В., Морозов А. Ф., Лайба А. А. , Шокальский С. П., Гусев Е. А., Розинов М. И., Сергеев С. А., Соболев Н. Н., Корень Т. Н., Сколотнев С. Г., Дымов В. А., Бильская И. В.

Архейские граниты на Северном полюсе. // Строение и история развития литосферы. Труды 3-го МПГ, том — М., Paulsen, 2010.
С. 192—203. (всего 640 с.).
- Krajewski K.R., N. A. Gonzhurov N.A., Laiba A.A ., Tatur A., 2010.

Early diagenetic siderite in the Panorama Point Beds (Radok Conglomerate, Early to Middle Permian), Prince Charles Mountains, East Antarctica. // Polish Polar Research, 2010, vol. 31, no. 2, pp. 169—194.
- Добрецова И. Г., Лайба А. А. , 2011.

Гидротермальные изменения вмещающих пород глубоководных сульфидных руд Срединно-Атлантического хребта (на примере рудного узла «Семёнов»). // Отечественная геология, № 3, 2011. — С. 108—115.
- Grikurov G.E., Petrov O.V., Shokalsky S.P., Kabankov V.Y., Andreeva I., Lopatin B.G., Laiba A.A. , Beliatsky B.V., Sergeev S.A., 2011.

Geochronology of bottom rocks in central Arctic Ocean. (всего 4 с., опубл. где-то в Канаде).
- Лайба А. А. , 2012.

Песчаные и алевритовые отложения проблематичного генезиса на островах Вильчека (ЗФИ), Ушакова и Шмидта. // Материалы совм. международн. конф. «Геоморфология и палеогеография полярных регионов», симпозиума «Леопольдина» и совещ. раб. группы INQUA Peribaltic. СПбГУ — 9-11 сент. 2012. — С. 211—215.
- Лайба А. А. , Добрецова И. Г., 2012.

Четвертичные вулканогенно-обломочные породы рифтовой долины Срединно-Атлантического хребта. // Материалы совм. международной конф. «Геоморфология и палеогеография полярных регионов», симпозиума «Леопольдина» и совещ. раб. группы INQUA Peribaltic. СПбГУ — 9-11 сент. 2012. С. 211—215.
- Лайба А. А., Добрецова И. Г., Грузова Е. Л., 2012.

Молодые вулканогенно-осадочные породы проблематичного генезиса в рифтовой зоне Срединно-Атлантического хребта. // Разведка и охрана недр, № 8. М., — 2012, с. 58-63.
- Sushchevskaya N.M, Beliatsky B.V., Laiba A.A. , 2012.

Origin, Distribution and Evolution of Plum Magmatism in East Antarctica. // Updates in Volcanology a Comprehensive Approach to Volcanology Problems. — Intechweb.org, 2012, pp. 73-98.
- Крюков В. Д., Лайба А. А. , 2013.

От полярных широт до океанских глубин (к 50-летию ФГУНПП «ПМГРЭ»). // Труды научно — иссл. отдела Института военной истории, том 6, книга 2: Доклады научной конф. «Русский Север в военно-морском и экономическом отношениях», 20.12.2012. — СПб, — М., 2013. С. 437—441.
- V. P. Kovach, I. A. Kamenev and A. A. Laiba , E. V. Mikhalsky, J. W. Sheraton, I. V. Kudriavtsev, S. A. Sergeev, 2013.